# گراهام آرنولد
گراهام آرنولد (زاده ۳ اوت ۱۹۶۳) بازیکن سابق و مربی  فوتبال اهل استرالیا است.
آرنولد برای اولین بار در سال ۲۰۰۰ به عنوان سرمربی تیم ملی فوتبال استرالیا منصوب شد. پس از برکناری سرمربی تیم فرانک فارینا در سال ۲۰۰۵، آرنولد با گاس هیدینک برای کمپین جام جهانی ۲۰۰۶ همکاری کرد که در آن آنها به دور دوم جام جهانی رفتند. فینال پس از رفتن هیدینک، او مربی موقت ساکروس شد . آرنولد به تیم ملی فوتبال مردان زیر 23 سال استرالیا (با نام مستعار Olyroos) برای المپیک ۲۰۰۸ پکن راه یافت. آرنولد سپس به پیم وربیک برای راهیابی به جام جهانی ۲۰۱۰ آفریقای جنوبی کمک کرد.
حرکت بعدی آرنولد این بود که در بین سال‌های ۲۰۱۰ تا ۲۰۱۳، نقش مدیر را در باشگاهی در لیگ A، یعنی سنترال کوست مارینرز، برعهده بگیرد ، جایی که او باشگاه را به لیگ برتر و قهرمانی هدایت کرد. او عضو تالار مشاهیر فوتبال استرالیا است . آرنولد با تیم سیدنی اف سی دو قهرمانی، یک قهرمانی و یک جام حذفی را به دست آورد.
در سال ۲۰۱۸، آرنولد پس از جام جهانی فوتبال ۲۰۱۸ جایگزین برت ون مارویک به عنوان سرمربی استرالیا شد . زیر نظر آرنولد، استرالیا به جام جهانی فوتبال ۲۰۲۲ راه یافت ، که طی آن استرالیا موفق‌ترین رقابت خود در جام جهانی را به دست آورد: پس از ثبت چند پیروزی در مرحله گروهی برای اولین بار، تنها باخت آنها در مرحله گروهی به نایب قهرمان نهایی فرانسه بود. ، استرالیا برای دومین بار در تاریخ خود به مرحله یک هشتم نهایی راه یافت ، جایی که آنها با اختلاف اندکی مغلوب آرژانتین قهرمان نهایی شدند.
در مرحله سوم مقدماتی جام جهانی ۲۰۲۶ ، استرالیا شروع بدی داشت، اولین بازی با شکست 0–1 مقابل بحرین در زمین خانگی و به دنبال آن تساوی بدون گل مقابل اندونزی . در ۲۰ سپتامبر، آرنولد تصمیم گرفت از سرمربیگری استرالیا استعفا دهد، او به مدت ۶ سال به طولانی ترین مربی تاریخ استرالیا بود.

## تیم ملی
وی در تیم ملی فوتبال استرالیا ۵۴  بازی ملی در کارنامه دارد و ۱۹ گل به ثمر رسانده است.